# Dariusz Wolny (pływak)
 Dariusz Wolny (ur. 21 marca 1960 w Warszawie) – polski pływak, specjalista odnowy biologicznej, olimpijczyk z Moskwy 1980.
Ukończył Szkołę Mistrzostwa Sportowego w Raciborzu, następnie studiował na Akademii Wychowania Fizycznego we Wrocławiu. Specjalizował się w stylu zmiennym. Reprezentant klubów: Legia Warszawa w latach 1969-1980 i Śląsk Wrocław w latach 1980-2002. Wielokrotny mistrz Polski:
- 200 metrów stylem zmiennym w roku 1982, 1983
- 200 metrów stylem klasycznym w roku 1984,
- 400 metrów stylem zmiennym w latach 1978, 1982, 1983, 1985, 1986
- 400 metrów stylem dowolnym w roku 1980,
- 1500 metrów stylem dowolnym w latach 1980, 1981,
- sztafeta 4 × 100 metrów stylem zmiennym w latach 1981, 1983, 1984,
- sztafeta 4 × 200 metrów stylem dowolnym w roku 1982
- sztafeta 4 × 100 metrów stylem dowolnym w roku 1984

Wielokrotny rekordzista Polski.
Na igrzyskach w Moskwie wystartował na 400 m stylem zmiennym odpadając w eliminacjach (uzyskał 10. czas).
W roku 1980 zwyciężył w rankingu "Przeglądu Sportowego" na najlepszego polskiego pływaka.
Od roku 1997 startuje w kategorii "Masters" zdobywając wielokrotnie tytuły mistrza świata i Europy:
- Mistrz świata:
  - 1998 - 200 m stylem zmiennym, 400 m stylem zmiennym, 200 m stylem grzbietowym
  - 2000 - 400 m stylem zmiennym, 200 m stylem zmiennym, 50 m stylem grzbietowym, 100 m stylem grzbietowym, 200 m stylem grzbietowym,
  - 2002 - 400 m stylem zmiennym, 200 m stylem zmiennym, 200 m stylem grzbietowym, 100 metrów stylem grzbietowym, 50 m stylem grzbietowym
- mistrz Europy:
  - 1997 - 200 m stylem grzbietowym, 100 m stylem grzbietowym, 50 m stylem grzbietowym,
  - 1999 - 200 m stylem grzbietowym, 100 m stylem grzbietowym,
  - 2001 - 200 m stylem zmiennym, 200 m stylem grzbietowym, 100 m stylem grzbietowym.

Wielokrotny rekordzista świata i Europy w tej kategorii.
Obecnie trener wrocławskiego klubu pływackiego Redeco Wrocław, mieszczącego się na ul. Rogowskiej.